# Tordeuse de l'œillet
Olethreutes arcuella
Ne pas confondre avec une autre espèce parfois appelée Tordeuse de l’œillet (Cacoecimorpha pronubana).
Espèce
La Tordeuse de l’œillet (Olethreutes arcuella) est une espèce de lépidoptères (papillons) de la famille des Tortricidae.
On le trouve dans l'écozone paléarctique.
Il a une envergure de 14 à 18 mm.
Sa chenille vit sur les feuilles mortes et sèches.

## Galerie

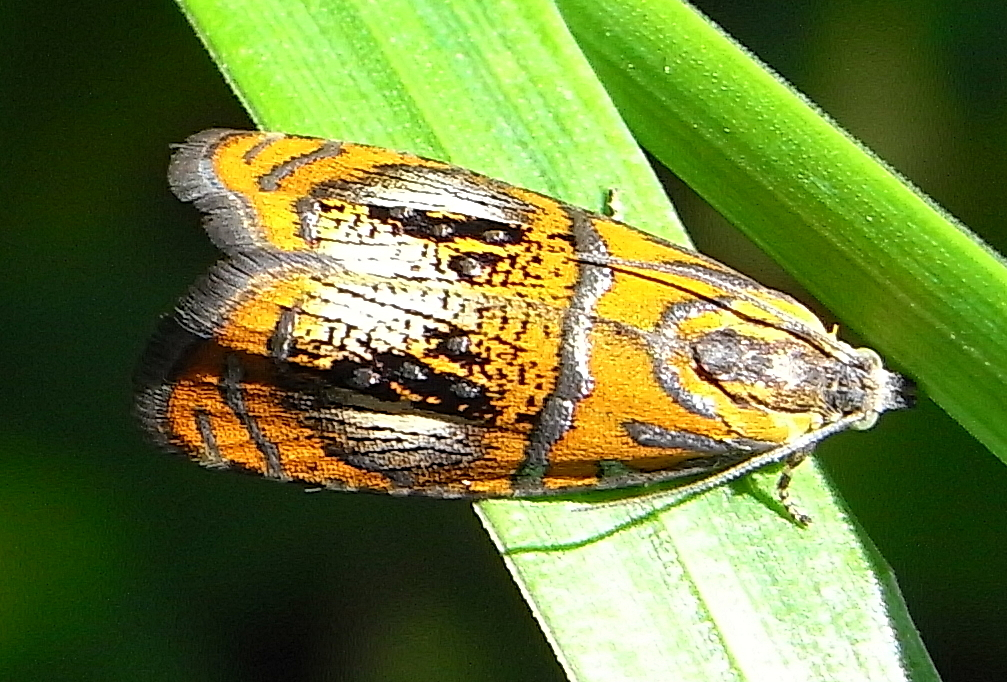